# Джонс, Люк (регбист)
Люк Джонс (англ. Luc Jones, родился 12 мая 1994 в Ните) — валлийский регбист, скрам-хав клуба «Джерси Редс». Сын регбиста и регбийного тренера Лина Джонса.

## Биография
Воспитанник клуба «Нит», выступал в прошлом за клубы «Дрэгонс», «Харлекуинс» и «Ричмонд». В 2019 году перешёл в команду «Джерси Редс», в её составе отличился 27 августа 2019 года в товарищеской встрече против России, занеся попытку (сборной России руководил в том матче его отец). В 2014 году выступал в составе сборной Уэльса до 20 лет на молодёжном Кубке шести наций и молодёжном чемпионате мира.